# Schismatoglottis simonii
Schismatoglottis simonii är en kallaväxtart som beskrevs av S.Y.Wong. Schismatoglottis simonii ingår i släktet Schismatoglottis och familjen kallaväxter. Inga underarter finns listade.